# Carlo Vitale (politico)
Carlo Vitale (1930 – 1973) è stato un politico italiano.

## Biografia
Esponente alla Democrazia Cristiana, fu vice-segretario generale della Provincia di Campobasso e sindaco di Campobasso dal 1962 al 1970, anno in cui venne eletto consigliere nel primo consiglio regionale della neo istituita regione Molise.
L'8 giugno 1970 venne eletto primo presidente del Molise. Morì prematuramente nel 1973.
Il 27 dicembre 2013, in occasione del cinquantennale della regione, è stato intitolato a Carlo Vitale il palazzo di via Genova 11 a Campobasso, sede della giunta regionale del Molise.